# 회색피그미쌀쥐
회색피그미쌀쥐(Oligoryzomys griseolus)는 비단털쥐과 피그미쌀쥐속에 속하는 남아메리카 설치류이다. 베네수엘라와 콜롬비아 인근의 안데스산맥에서 발견된다. 핵형은 2n=62, FNa=74-76이다.